# Jeff Fahey
Jeffrey David „Jeff” Fahey (ur. 29 listopada 1952 w Olean) − amerykański aktor i producent filmowy.
Od swojego ekranowego debiutu uchodzi za jednego z najbardziej niesamowitych aktorów kinomatografii amerykańskiej.

## Życiorys

### Wczesne lata
Przyszedł na świat w Oleanie w stanie Nowy Jork jako szóste z trzynaściorga dzieci (8 chłopców, 5 dziewczynek) w niezamożnej irlandzko-amerykańskiej kochającej się rodzinie Jane (z domu Gallagher) i Francisa Thomasa Fahey. Mając dziesięć lat przeprowadził się do Buffalo w stanie Nowy Jork, gdzie potem uczęszczał do Father Baker's High School.
Jako siedemnastolatek opuścił dom i rozpoczął podróż autostopem po całym niemal świecie, wykonując rozmaite prace. Zwiedził aż dwadzieścia trzy kraje. Dorabiał jako ekspedient sklepowy, sprzedawca encyklopedii, trener w klubie zdrowia i nauczyciel baletu. Był członkiem załogi na statku rybackim, kierowcą karetki pogotowia w Niemczech, długo mieszkał w kibucu w Izraelu. Zwiedził także Alaskę, Himalaje i Afganistan. Spędził trochę czasu w Indiach.

### Kariera
Po powrocie do Buffalo, mając 20 lat przyłączył się do Studio Arena Theatre. Stamtąd udał się do Nowego Jorku, gdzie studiował balet klasyczny i odnosił sukcesy w zespole Myre Rastova. W wieku dwudziestu pięciu lat otrzymał stypendium taneczne i przez trzy lata tańczył w nowojorskim zespole Joffrey Ballet w Chicago. W 1980 trafił na Broadway w musicalu Brigadoon, w 1986 zwiedził Stany Zjednoczone ze spektaklem Oklahoma, współczesnej wersji szekspirowskiego Romea i Julii – West Side Story w Paryżu i sztuce Sieroty (Orphans) w Londynie. W 1982 wystąpił w przedstawieniu off-Broadwayowskim Pastorale z Christine Estabrook. Związał się z Raft Theatre.
Szybko zaczął otrzymywać propozycje grania w telewizji. Wkrótce zadebiutował na srebrnym ekranie rolą Gary’ego Corelli w operze mydlanej ABC Tylko jedno życie (One Life to Live, 1982-1985), a później na kinowym ekranie pojawił się w roli łajdaka Tyree, bezlitosnego mordercy z pragnieniem zemsty w westernie Silverado (1985). Za rolę tytułową skazanego na śmierć przestępcy w kanadyjskim dramacie telewizyjnym Egzekucja Raymonda Grahama (The Execution of Raymond Graham, 1985) zdobył nominację do nagrody Gemini.
Wcielił się w postać wędrownego muzyka rockowego w filmie Psychoza III (Psycho III, 1986), był aroganckim bokserem w dramacie sensacyjnym Decydująca runda (Split Decisions, 1988), zagrał tytułowego prywatnego detektywa-narratora w telewizyjnym dramacie kryminalnym NBC Parker Kane (1990). Swoją pierwszą znaczącą rolę nieprzewidywalnego i nierozgarniętego ogrodnika poddanego stymulacji mózgu o niesamowitych płonących jasnoniebieskich oczach zagrał w filmie Kosiarz umysłów (The Lawnmower Man, 1992) na podstawie powieści Stephena Kinga u boku Pierce’a Brosnana.
W serialu ABC Szeryf (The Marshal, 1995-1996) odtwarzał postać amerykańskiego deputowanego szeryfa Winstona MacBride. Wystąpił w roli cudzołożnika w telewizyjnym komediodramacie Wszelkie marzenia kobiety (Every Woman's Dream, 1996) z Kim Cattrall, był przyjacielem i prawnikiem w dramacie sensacyjnym Zamknięty dzwonek (Close Call, 2004). Do jego popularności przyczyniły się rola kapitana Franka Lapidusa w serialu ABC Zagubieni (Lost, 2008-2010) i postać Howarda „Duke’a” Perkinsa w serialu CBS Pod kopułą (2013-2015). 
Grał na West Endzie jako 3. przysięgły w sztuce Dwunastu gniewnych ludzi (2013) i Joseph Cantwell w przedstawieniu politycznym Gore’a Vidala Ten najlepszy (2018).
W szóstym i ostatnim sezonie Justified: Bez przebaczenia (Justified, 2015) wystąpił gościnnie jako wyblakły i roztrzęsiony Zachariah Randolph. W dramacie sensacyjno−kryminalnym Dziewczyny na sprzedaż (Skin Traffik, 2015) został obsadzony jako tajemniczy handlarz diamentów Jacob Andries z Amsterdamu u boku Mickeya Rourke’a, Gary’ego Danielsa i Dominique Swain.

## Filmografia

### Filmy fabularne
- 1985: Silverado jako Tyree
- 1986: Psychoza 3 (Psycho III) jako Duane Duke
- 1987: Riot on 42nd St. jako Frank Tackler
- 1987: Bez wsparcia (Backfire) jako Donnie
- 1988: Decydująca runda (Split Decisions) jako Ray McGuinn
- 1989: Stadnina (Minnamurra) jako Ben Creed
- 1989: The Serpent of Death jako Jake Bonner
- 1989: Prawdziwa krew (True Blood) jako Raymond Trueblood
- 1990: Odruch (Impulse) jako Stan
- 1990: Biały myśliwy, czarne serce (White Hunter, Black Heart) jako Pete Verrill
- 1990: Policyjna gorączka (The Last of the Finest) jako Ricky Rodriguez
- 1991: Żelazny labirynt (Iron Maze) jako Barry Mikowski
- 1991: Części ciała (Body Parts) jako Bill Chrushank
- 1992: Kosiarz umysłów (The Lawnmower Man) jako Jobe Smith
- 1993: Quick jako Muncie
- 1993: Lista zabójstw (The Hit List) jako Charlie Pike
- 1994: Kobieta pożądana (Woman of Desire) jako Jack Lynch
- 1994: Swobodny lot (Freefall) jako Dex Dellum
- 1994: Widmo zemsty (Temptation) jako Eddie Lanarsky
- 1994: Wyatt Earp jako Ike Clanton
- 1995: Gniazdo szatana (Serpent's Lair) jako Tom Bennett
- 1995: Zamiatacz (The Sweeper) jako Dale Goddard
- 1996: Człowiek ciemności III: Walka ze śmiercią (Darkman III: Die Darkman Die) jako Peter Rooker
- 1996: Podwodna misja (Time Under Fire) jako Alan/John Deakins
- 1996: Mały czas (Small Time) jako Holender
- 1997: Time Under Fire jako Alan / John Deakins
- 1997: Zgubna oferta (Lethal Tender) jako detektyw David Chase
- 1997: Tajemniczy ślad (Catherine's Grove) jako Jack Doyle
- 1997: Gangsterski rap (The Underground) jako Brian Donnegan
- 1998: Extramarital jako Griffin
- 1999: Bez przyszłości (No Tomorrow) jako Davis
- 1999: Kiedy prawo zawodzi (When Justice Fails) jako Tom Chaney
- 1999: Kontrakt (The Contract) jako detektyw Tucci
- 1999: Pęd ku zagładzie (Hijack) jako Eddie Lyman
- 1999: Wróżka (Dazzle) jako The Collector
- 1999: Objawienie (Revelation) jako Thorold Stone
- 2000: Nasz nowy dom (The Newcomers) jako Mack Weatherton
- 2000: The Sculptress jako Matthew Dobie
- 2000: Spin Cycle jako Tall Vinnie
- 2000: Epicentrum (Epicenter) jako FBI Agent Moor
- 2001: Kamienne serce (Cold Heart) jako Phil
- 2001: Maniacts jako Joe Spinelli
- 2001: Wyjęty spod prawa (Outlaw)
- 2001: Siła miłości (Choosing Matthias) jako Charlie Dillon
- 2001: The Seventh Scroll jako Nicholas Quinten-Harper
- 2001: Inferno jako Robert 'Jake' Wheeler
- 2002: Fallen Angels jako dr Richard Leighton
- 2002: Cena miłości (Blind Heat) jako Paul Burke
- 2002: Out There (film krótkometrażowy) jako Gary Booth
- 2002: Powracający koszmar (Unspeakable) jako Gubernator
- 2003: Ghost Rock jako Moses Logan
- 2004: Close Call jako Elliot Krasner
- 2004: Darkhunters jako Barlow
- 2004: Corpses jako kapitan Winston
- 2004: No Witness jako senator Gene Haskell
- 2004: Killing Cupid jako trener
- 2004: Błękitny demon (Blue Demon) jako generał Remora
- 2004: Day of Redemption jako Raymond Graham
- 2005: Scorpius Gigantus jako Reynolds
- 2005: Crimson Force jako starszy facet
- 2005: Messages jako dr Richard Murray
- 2006: Only the Brave jako porucznik William Terry
- 2006: The Hunt for Eagle One: Crash Point jako pułkownik Halloran
- 2006: Scorpius Gigantus jako major Nick Reynolds
- 2006: Messages jako dr Richard Murray
- 2007: Grindhouse jako J.T. Hague (segment „Planet Terror”)/Gangster (segment „Machete”)
- 2007: Diablita jako Bill Rockwell
- 2010: Machete jako Michael Booth
- 2011: Marriage Retreat jako Craig Sullivan
- 2011: Blacktino jako Cooter
- 2011: Dadgum, Texas jako Robert E Lee Magee
- 2012: The Sacred jako George
- 2012: Spluwy, dziewczyny i poker (Guns, Girls and Gambling) jako kowboj
- 2012: Dziewczyna z sushi (Sushi Girl) jako Morris
- 2012: Hatfields and McCoys: Bad Blood jako Diabeł Anse Hatfield
- 2012: Easy Rider: The Ride Back jako Wes Coast
- 2012: Eldorado jako Doc Martin
- 2013: 100 stopni poniżej zera (100 Degrees Below Zero) jako Steve Foster
- 2013: Beneath jako George Marsh
- 2014: The Last Light jako Harold
- 2014: Stranded jako Trick
- 2015: A Hitman in London jako Jacob Andries

### Filmy TV
- 1985: Egzekucja (The Execution of Raymond Graham) jako Raymond Graham
- 1990: Ciekawość to pierwszy stopień do piekła (Curiosity Kills) jako Michael Manus
- 1990: Parker Kane jako Parker Kane
- 1991: L'Amérique en otage jako Hamilton Jordan
- 1992: Rysopis mordercy (Sketch Artist) jako detektyw Jack Whitfield
- 1993: Zaślepiony (Blindsided) jako Frank
- 1993: Mroczne sekrety (In the Company of Darkness) jako Will McCaid
- 1995: W pułapce miłości (Virtual Seduction) jako Liam Bass
- 1995: Rysopis mordercy 2 (Sketch Artist II) jako Jack Whitfield
- 1996: Every Woman's Dream jako Mitch Parker
- 1997: Operacja Delta Force (Operation Delta Force) jako Lang
- 1997: On the Line jako Dan Collins
- 1997: Johnny 2.0 jako John Dalton
- 1998: Złodziejska zemsta (Detour) jako Danny Devlin
- 1999: Time Served jako Patrick Berlington
- 2005: Ikona (Icon) jako Harvey Blackledge
- 2005: Locusts: The 8th Plague jako Russ Snow
- 2005: Manticore jako Kramer
- 2006: Absolute Zero jako David
- 2006: The Eden Formula jako dr Harrison Parker
- 2012: Fale jeziora (Lake Effects) jako Ray
- 2012: Zabójcze tornado (Alien Tornado) jako Judd Walker
- 2013: Droga w przeszłość (Rewind) jako Ellis

### Seriale TV
- 1982-85: Tylko jedno życie (One Life to Live) jako Gary Corelli
- 1986: Policjanci z Miami (Miami Vice) jako Eddie Kaye
- 1986: Alfred Hitchcock przedstawia' (Alfred Hitchcock Presents) jako Ray Lee
- 1994: Aventures dans le Grand Nord – odcinek pt. Bari (Baree) jako Paul
- 1994: Aventures dans le Grand Nord – odcinek pt. Oko wilka (Kazan/Eye of the Wolf) jako Paul Weyman
- 1995-96: Szeryf (The Marshal) jako Winston MacBride
- 1997: Perversions of Science jako The Bearded Man
- 1999: Siódmy zwój (The Seventh Scroll) ako Nick Harper
- 2001: Jezioro wilków (Wolf Lake) jako Russell Kelly
- 2001: Arli$$
- 2001: Nash Bridges jako Nelson Collins
- 2004: Jordan (Crossing Jordan) – odcinek pt. Day of Redemption jako Frank Everly
- 2004: Jordan (Crossing Jordan) – odcinek pt. Śmierć albo życie (Dead or Alive) jako hojny myśliwy (Bounty Hunter)
- 2004: Amerykańskie marzenia (American Dreams) jako Stevens
- 2008: Dowody zbrodni (Cold Case) jako Kane
- 2008: Zabójcze umysły (Criminal Minds) jako Kane
- 2008: Świry (Psych) jako Holenderskie sprzęgło
- 2008: Detoks (The Cleaner) jako Quinn
- 2008-2010: Zagubieni (Lost) jako kpt. Frank Lapidus
- 2009: CSI: Kryminalne zagadki Miami jako Allen Pierce
- 2011: Prawo i porządek: Los Angeles (Law & Order: Los Angeles) jako Terry Briggs
- 2011: Chuck jako Karl Sneijder
- 2012: Revolution jako Ken 'Hutch' Hutchinson
- 2012: Femme Fatales jako detektyw
- 2012: Partnerzy (Common Law) jako Dan Noone
- 2013: Hawaii Five-0 jako dr Brian Stevens
- 2013-2015: Pod kopułą jako Howard „Duke” Perkins
- 2015: Justified: Bez przebaczenia (Justified) jako Zachariah Randolph
- 2015: Grimm (serial telewizyjny) jako Elder Bowden
- 2015: Texas Rising jako Thomas Rusk
- 2015: Wrogie niebo (Falling Skies) jako Enos Ellis
- 2015: Bibliotekarze (The Librarians) jako Isaac Stone
- 2015: Od zmierzchu do świtu  jako wujek Eddie Cruickshank, wychował braci Grecko po śmierci ich ojca